# Ludvík Kundera
Ludvík Kundera (22. března 1920 Brno – 17. srpna 2010 Boskovice) byl český básník, dramatik, prozaik, překladatel z němčiny, editor, literární historik, člen 'Sdružení Q'. Byl synovcem klavíristy a hudebního vědce Ludvíka Kundery a bratrancem spisovatele Milana Kundery. Ludvík Kundera byl spjatý s avantgardními směry, především surrealismem.

## Životopis
Po maturitě na litoměřickém gymnáziu (1938) se zapsal na Filozofickou fakultu Univerzity Karlovy v Praze, ale přešel do Brna. Tam ho zastihlo uzavření vysokých škol, a proto studium na FF MU, obor bohemistika a germanistika, dokončil až v roce 1946. Za války byl totálně nasazen v Německu ve Špandavě. Po válce se stal jedním ze zakladatelů postsurrealistické Skupiny Ra.
V letech 1968–70 byl dramaturgem Mahenovy činohry v Brně, odkud byl normalizací vypuzen a žil bez stálého zaměstnání, avšak při pokračující literární činnosti, v Kunštátu. Bylo mu zakázáno publikovat, přesto se literatuře věnoval i nadále (mimo jiné pod pseudonymem překládal německou poezii). Jako historik se zaměřoval zejména na Františka Halase, Hanse Arpa a Bertolta Brechta. Ve svých rozhlasových hrách usiloval o antiiluzívní divadlo.
Po roce 1989 začal přednášet, v letech 1991–2004 přednášel na katedře germanistiky FF UP.
Zemřel v roce 2010 v Boskovicích. Pohřeb se konal v krematoriu v Brně, urna s ostatky pak byla pohřbena do hrobu v Kunštátě.

## Ocenění
V roce 1994 byl jmenován čestným občanem města Brna. 1. června 2000 byl jmenován čestným občanem města Litoměřice, mimo jiné jako student litoměřického gymnázia. V červnu 2000 převzal v Bratislavě Cenu Jána Smreka za celoživotní dílo - z rukou Smrekova syna I. Čieteka a prvního laureáta Ceny J. Smreka švédského básníka T. Tranströmera. V roce 2002 převzal na lipském mezinárodním knižním veletrhu 'Cenu za celoživotní dílo' oceňující přínos ke zprostředkovávání české a německé literatury. V den státního svátku 28. října 2007 mu prezident České republiky Václav Klaus udělil Státní vyznamenání Za zásluhy o stát v oblasti kultury a umění.
Nadace Charty 77 ho v roce 2009 vybrala za laureáta Ceny Jaroslava Seiferta, a to za „celoživotní literární dílo, vydávané ve Spisech L. K.".

## Dílo
- Konstantina, 1946
- Laviny, 1946
- Živly v nás, 1946
- Napospas aneb Přísloví pro kočku, 1947
- Klínopisný lampář, 1948
- Německé portréty, 1956
- Totální kuropění, 1961
- Záznamy a promluvy, 1961
- Letní kniha přání a stížností, 1962
- Tolik cejchů, 1966
- Fragment, 1967
- Nežert, 1967
- Odjezd, 1967
- Labyrint světa a lusthauz srdce, 1983
- Dada (Jazzpetit č. 13), 1983
- Chameleon, 1984
- Hruden, 1985
- Královna Dagmar, 1988
- Ptaní, 1990
- Napříč Fantomázií, 1991
- Malé radosti, 1991
- Ztráty a nálezy, 1991
- Pády, 1992
- Spád věcí a jiné básně, 1992
- Řečiště, 1993
- Piju čaj, 2003

### Rozhlasové hry
- Sny Karla IV., 1969, apokryfní příběh z císařova života, součást triptychu Královská sonáta.[10]

### Překlady
- Nobi, Ludwig Renn, Praha, Státní nakladatelství dětské knihy 1957.
- Země snivců (Die andere Seite) Alfred Kubin; R, Nakladatelství mladých, Kladno 1947
- Proměna (Die Fahrt nach Stalingrad) Franz Fühmann, Praha, Naše vojsko 1957.
- Trini, Ludwig Renn, Praha, Mladá fronta 1957.
- Mrtví nestárnou, (Die Toten bleiben jung), Anna Seghers, Praha, SNKLHU 1957.
- Nox et solitudo (Nox et solitudo), Ivan Krasko, Praha, SNKLHU 1958.
- Píseň o lásce a smrti korneta Kryštofa Rilka, Rainer Maria Rilke, Praha, Naše vojsko 1958.
- Myšlenky (výbor ze statí), Bertolt Brecht Praha, Československý spisovatel 1958.
- Dvanáct nocí, Peter Huchel, Praha, Mladá fronta 1958.
- Sto básní. Výbor z lyriky, Bertolt Brecht, Praha, SNKLHU 1959.
- Lukulův výslech, (Das Verhör des Lukullus), Bertolt Brecht, Divadelní hry 2, Praha, SNKLHU 1959.
- Raubíři (Die Räuberbande), Leonhard Frank (Raubíři, Ochsenfurtské kvarteto, Praha, SNKLHU 1959; Raubíři, Ochsenfurtské kvarteto, Dvanáct spravedlivých, Praha, Odeon 1983)
- Kulatolebí a špičatolebí, (Die Rundköpfe und die Spitzköpfe), Bertolt Brecht, Divadelní hry 2, Praha, SNKLHU 1959.
- Horáti a Kuriáti (Die Horatier und die Kuriatier), Bertolt Brecht, Divadelní hry 2, Praha, SNKLHU 1959.
- Kdes byl, Adame? (Wo warst du, Adam?), Heinrich Böll, Praha, Naše vojsko 1961.
- Pohraniční stanice (Kameraden), Franz Fühmann, Praha, Naše vojsko 1961.
- Domácí postila Bertolta Brechta (Bertolt Brechts Hauspostille), Bertolt Brecht, Praha, Mladá fronta 1963.
- Vojcek (Woyzeck), Georg Büchner, Praha, Dilia 1963; (Dílo G. Büchnera, Praha, Odeon 1987).
- Silnice silnice (Chausseen, Chausseen), Peter Huchel, Praha, SNKLU 1964; 3. vydání: Praha, Mladá fronta 1997.
- Otevřená okna (Otvorené okná), Ladislav Novomeský, Praha, Československý spisovatel 1964.
- Básně Georg Trakl, Praha, SNKLU 1965.
- Poémy, (Ladislav Novomeský, Praha, Mladá fronta 1965.
- Pronásledování a zavraždění Jeana Paula Marata předvedené divadelním souborem blázince v Charentonu za řízení markýze de Sade (Die Verfolgung und Ermordung Jean Marats dargestellt durch die Schauspielergruppe des Hospizes zu Charenton unter Anleitung des Herrn de Sade) Peter Weiss, Praha, Orbis 1965; 2. vydání Větrné mlýny, Brno, Host 2000.
- Experiment Damokles (Experiment Damokles), Peter Karvaš, Praha, Dilia 1967.
- Haló, je tady vichr - vichřice!. Antologie německého expresionismu, Praha, Československý spisovatel 1969.
- Songy, Chóry, Básně, Bertolt Brecht, Praha, Československý spisovatel 1978.
- Básně, Bertolt Brecht, Praha, Odeon 1979.
- Čítanka slovenské literatury, Praha, Albatros 1982.
- Společná přítomnost (Commune présence), René Char, Praha, Odeon 1985.
- Alžběta Anglická (Elisabeth von England, Ferdinand Bruckner, Praha, Dilia 1986. (Jako program k inscenaci v Městském divadle v Brně, sezóna 1995/96)[11]
- Na jedné noze, Hans Arp, výbor a překlad poezie, průřez výtvarným dílem, Praha, Odeon, 1987.
- Leonce a Lena (Leonce und Lena), Georg Büchner, Praha, Dilia 1984; (Dílo G. Büchnera, Praha, Odeon 1987)[11]
- Don Carlos Friedrich Schiller, Praha, Dilia 1987.
- Básně, Gottfried Benn, Praha, Erm 1995.
- Šebestián ve snu, Georg Trakl, Třebíč, Arca JiMfa 1998.
- UMBRA VITAE, Georg Heym, Zblov, Nakladatelství Opus 1999.
- Palmström, Christian Morgenstern, Praha, Vyšehrad 2001).
- Fritz von Herzmanovsky-Orlando: Císař Josef a dcera přednosty stanice (Kaiser Joseph II. und die Bahnwärterstochter). Hra byla v roce 2006 zpracována jako rozhlasová hra: hráli: Ladislav Frej, Barbora Hrzánová, Michal Pavlata, Josef Somr, Jiří Lábus, Růžena Merunková, Vladimír Brabec, Apolena Veldová, Hana Frejková, Simona Postlerová, Svatopluk Schuller, Jan Szymik, Jiří Hromada, Jiří Klem, Jiří Litoš, Dana Reichová, Tomáš Pergl a Hana Srbová, rozhlasová úprava: Alena Zemančíková, hudba: Kryštof Marek, dramaturgie: Alena Zemančíková, režie: Vlado Rusko[12]